# Emil Zilliacus
Emil Gustav Zilliacus (Tammerfors, 1º settembre 1878 – Helsingfors, 7 dicembre 1961) è stato un poeta finlandese appartenente alla minoranza di lingua svedese.
Docente all'Università di Helsinki, titolare della cattedra di letteratura antica, nelle sue opere si respirano profondamente gli ideali classici di perfezione. Iniziò la sua carriera con ottime traduzioni delle opere di Eschilo e Sofocle.
Il debutto come poeta avvenne con la raccolta Fuoco votivo del 1915, Hellenika del 1917, Nella grotta, del 1920, La meridiana, del 1926 e Il tempio, del 1931. Raggiunse toni più melanconici e più profondi la raccolta Autunno d'argento, del 1943.

## Biografia
Figlio di Mauritz Emil e Mathild Wilhelmina Zilliacus, crebbe a Viborg e frequentò il liceo finlandese della città. Nel 1896 iniziò a studiare storia della letteratura e superò l'esame di filosofia nel 1900. In gioventù fu coinvolto nel circolo attorno a Euterpe e partecipò alla fondazione della rivista Argus per la quale lavorò dal 1911 al 1933 come caporedattore e fino al 1945 come membro della redazione. Nel 1905 conseguì il dottorato con un trattato su Den moderna franska poesin och antiquity (Poesia e antichità francese moderna ) e lavorò come docente di storia della letteratura all'Università di Helsinki dal 1907 al 1943.
Essendo economicamente indipendente, Zilliacus poté dedicarsi alla poesia oltre che alla sua carriera. Intraprese vari viaggi di studio, principalmente in Grecia e Roma e in altre grandi città d'Europa. Nel 1940 divenne professore onorario e lavorò dal 1943 al 1945 come professore in visita presso la Cattedra di Letteratura Antica dell'Università di Helsinki.
Nel 1929 e dal 1933 al 1935 fu portavoce dell'Unione degli scrittori finlandese-svedese e del Consiglio letterario nordico .
Zilliacus era sposato con Ingrid Wegelius e aveva due figli, Henrik e Benedict.

## Opere

### Poesie
- Offereld - Fuoco votivo, (1915)
- Hellenika (1917)
- Sophokles (1919)
- I grottan - Nella grotta, (1920)
- Soluret - La meridiana, (1926)
- Templet - Il tempio (1931)
- Minnesaltaret (1936)
- Vandring (1938)
- Finlands festspel. Ett knippe tidsdikter (1940)
- Silverhöst (1943)
- Xenion. Ett knippe tillfällighetsvers (1953)
- Hellas och Hesperien. Ett dikturval (1935)
- Brunnarna. Valda dikter 1915-1950 (1958)

### Romanzi
- Eldprov (1927) - pseudonimo di Johan Alvik
- Karelare och annat folk (1934)

### Traduzioni

#### Eschilo
- Agamemnon - Agamennone, (1929)
- Gravoffret - Coefore, (1929)
- Eumeniderna - Eumenidi, (1930)
- Fyra sorgespel - Supplici, (1948)
- Orestien I-III - Orestea, (1929-30)
- Prometheus - Prometeo, (1931)
- Perserna - I Persiani, (1934)
- De sju mot Thebe - I sette contro Tebe, (1932)
- De skyddssökande - Supplici, (1933)

#### Sofocle
- Konung Oidipus - Edipo re, (1942)
- Oidipus i Kolonos - Edipo a Colono, (1945)
- Philoktetes - Filottete, (1947)
- Aias - Aiace, (1953)
- Elektra - Elettra, (1955)
- Kvinnorna från Trachis - Le Trachinie, (1957)

### Altre opere
- Sonetter och sånger (1921)
- Grekiska epigram (1922)
- Menandros: Skiljedomen (1943)
- Euripides: Trojanskorna (1953)
- Lukianos: Den narraktige boksamlaren (1948)
- Herondas: Mimer (1953)

### Studi letterari
- Den moderna franska poesin och antiken (1905)
- Giovanni Pascoli et l'Antiquité. Étude de littérature comparée (1909)
- Grekisk lyrik (1911, rivisto nel 1928)
- Lans och lyra. Litterära studier och kåserier (1933)
- Choros. Studier över grekisk körlyrik (1939)
- Eros och Eris. Studier i grekisk poesi (1948)
- Aischylos (1951)
- Xenion (1953)
- Vid brasan med Horatius (1953)

### Reportage di viaggio
- Pilgrimsfärder i Hellas (1923)
- Romerska vandringar och raster vid vinbrunnar och vattenfontäner (1924)
- Italienare (1930)
- Tempe och Thermopyle. Resebilder (1937)

## Riconoscimenti
- Premio Tollanderska 1918, 1930 e 1932
- Premio di Stato per la Letteratura (Finlandia) 1926 e 1936
- Premio Lubecca 1927
- Gran Premio dell'Accademia Svedese 1930
- Premio della Società letteraria svedese in Finlandia nel 1937 e nel 1943
- Gran Premio Samfundet De Nio 1940 e 1958
- Dottorato honoris causa dall'Università di Göteborg nel 1941 e dall'Università di Oslo nel 1951